# Singrist
Singrist korábbi község Franciaországban, Bas-Rhin megyében. Lakosainak száma 457 fő (2018. január 1.). Singrist Sommerau, Crastatt, Dimbsthal, Jetterswiller, Marmoutier, Reutenbourg, Romanswiller, Salenthal és Allenwiller községekkel határos.
2016. január 1-jén három másik korábbi községgel egyesült és az így létrejött Sommerau új község része lett.

## Népesség
A település népessége az elmúlt években az alábbi módon változott:
| Lakosok száma | 266  | 278  | 296  | 318  | 319  | 347  | 402  | 430  | 454  | 457  |
|               | 1962 | 1968 | 1975 | 1982 | 1990 | 2008 | 2013 | 2015 | 2017 | 2018 |